# Saint-Rémy-de-Chargnat
Saint-Rémy-de-Chargnat är en kommun i departementet Puy-de-Dôme i regionen Auvergne-Rhône-Alpes i centrala Frankrike. Kommunen ligger i kantonen Sauxillanges som tillhör arrondissementet Issoire. År 2022 hade Saint-Rémy-de-Chargnat 628 invånare.

## Befolkningsutveckling
Antalet invånare i kommunen Saint-Rémy-de-Chargnat
| Referens: INSEE |